# Bash at the Beach
O Bash at the Beach foi um evento anual de wrestling profissional transmitido em forma de pay-per-view pela promoção World Championship Wrestling (WCW). Foi realizado entre 1994 e 2000. Era comparado com o SummerSlam da WWE. Trazia storylines de praia.

## Edições
| #                           | Edição                 | Data                | Cidade                       | Arena                      | Evento principal |
| --------------------------- | ---------------------- | ------------------- | ---------------------------- | -------------------------- | --- |
| 1                           | Bash at the Beach 1994 | 17 de julho de 1994 | Orlando, Flórida             | Orlando Arena              | Ric Flair (c) vs. Hulk Hogan pelo WCW World Heavyweight Championship                                                   |
| 2                           | Bash at the Beach 1995 | 16 de julho de 1995 | Huntington Beach, Califórnia | Praia                      | Hulk Hogan (c) vs. Vader em uma Steel cage match pelo WCW World Heavyweight Championship                               |
| 3                           | Bash at the Beach 1996 | 7 de julho de 1996  | Daytona Beach                | Ocean Center               | Hulk Hogan e The Outsiders (Kevin Nash e Scott Hall) vs. Randy Savage, Sting e Lex Luger em uma Six man tag team match |
| 4                           | Bash at the Beach 1997 | 13 de julho de 1997 | Daytona Beach, Flórida       | Ocean Center               | Lex Luger e The Giant vs. Dennis Rodman e Hollywood Hogan                                                              |
| 5                           | Bash at the Beach 1998 | 12 de julho de 1998 | San Diego, Califórnia        | Cox Arena                  | Dennis Rodman e Hollywood Hogan vs. Diamond Dallas Page e Karl Malone                                                  |
| 6                           | Bash at the Beach 1999 | 11 de julho de 1999 | Sunrise, Flórida             | National Car Rental Center | Kevin Nash (c) e Sting vs. Randy Savage e Sid Vicious pelo WCW World Heavyweight Championship                          |
| 7                           | Bash at the Beach 2000 | 9 de julho de 2000  | Daytona Beach, Flórida       | Ocean Center               | Jeff Jarrett (c) vs. Booker T pelo WCW World Heavyweight Championship                                                  |
| (c) - Campeão antes da luta |                        |                     |                              |                            | |

## 1994
Bash at the Beach 1994 ocorreu em 17 de julho de 1994 no Amway Arena em Orlando.
| #                              | Resultados                                                                                      | Estipulação                                                   | Tempo |
| ------------------------------ | ----------------------------------------------------------------------------------------------- | ------------------------------------------------------------- | ----- |
| Dark                           | Brian Armstrong e Brad Armstrong derrotaram Steve Keirn e Bobby Eaton.                          | Tag team match                                                | N/A   |
| 1                              | Lord Steven Regal (c) derrotou Johnny B. Badd.                                                  | Singles match pelo WCW World Television Championship          | 10:40 |
| 2                              | Vader (com Harley Race) derrotou The Guardian Angel por desqualificação.                        | Singles match                                                 | 07:58 |
| 3                              | Terry Funk e Bunkhouse Buck derrotaram Dustin Rhodes e Arn Anderson.                            | Tag team match                                                | 11:15 |
| 4                              | Steve Austin (c) derrotou Ricky Steamboat.                                                      | Singles match pelo WCW United States Heavyweight Championship | 20:06 |
| 5                              | Pretty Wonderful (Paul Roma e Paul Orndorff) derrotaram Cactus Jack e Kevin Sullivan (c).       | Tag team match pelo WCW World Tag Team Championship           | 20:11 |
| 6                              | Hulk Hogan (com Shaquille O'Neal e Jimmy Hart) derrotou Ric Flair (c) (com Sensational Sherri). | Singles match pelo WCW World Heavyweight Championship         | 21:50 |
| (c) - Campeões antes das lutas |                                                                                                 |                                                               |       |

## 1995
Bash at the Beach 1995 foi realizado em 16 de julho de 1995 em uma praia Huntington Beach, California.
| #                              | Resultados | Estipulação                                                   | Tempo |
| ------------------------------ | --- | ------------------------------------------------------------- | ----- |
| Dark                           | Johnny B. Badd derrotou Chris Kanyon. | Singles match                                                 | 02:03 |
| Dark                           | Road Warrior Hawk derrotou Mark Starr. | Singles match                                                 | 01:25 |
| Main Event                     | Dick Slater e Bunkhouse Buck derrotaram Marcus Bagwell e Alex Wright                                                                                     | Tag team match                                                | 03:25 |
| 1                              | Sting (c) derrotou Meng. | Singles match pelo WCW United States Heavyweight Championship | 15:31 |
| 2                              | The Renegade (c) derrotou Paul Orndorff. | Singles match pelo WCW World Television Championship          | 06:12 |
| 3                              | Kamala derrotou Jim Duggan. | Singles match                                                 | 06:00 |
| 4                              | Diamond Dallas Page derrotou Dave Sullivan. | Singles match                                                 | 05:04 |
| 5                              | Harlem Heat (Booker T e Stevie Ray) (c) derrotaram The Nasty Boys (Brian Knobbs e Jerry Sags) e The Blue Bloods (Lord Steven Regal e Earl Robert Eaton). | Triangle match pelo WCW World Tag Team Championship           | 13:41 |
| 6                              | Randy Savage derrotou Ric Flair. | Lifeguard Lumberjack match                                    | 13:55 |
| 7                              | Hulk Hogan (c) derrotou Vader. | Steel cage match pelo WCW World Heavyweight Championship      | 13:13 |
| (c) - Campeões antes das lutas | |                                                               |       |

## 1996
Bash at the Beach 1996 foi realizado em 7 de julho de 1996 no Ocean Center em  Daytona Beach.
| #                              | Resultados | Estipulação                                                    | Tempo |
| ------------------------------ | --- | -------------------------------------------------------------- | ----- |
| Dark                           | Jim Powers derrotou Hugh Morrus. | Singles match                                                  | N/A   |
| Main Event                     | The Steiner Brothers (Rick e Scott) derrotaram Harlem Heat (Booker T e Stevie Ray) (c) (com Colonel Robert Parker) por desqualificação. | Tag team match pelo WCW World Tag Team Championship            | 05:01 |
| Main Event                     | Bobby Walker derrotou Billy Kidman. | Singles match                                                  | 02:00 |
| Main Event                     | The Rock 'n' Roll Express (Ricky Morton e Robert Gibson) derrotou Fire and Ice (Scott Norton e Ice Train). Morton pinou Norton.         | Tag team match                                                 | 02:08 |
| Main Event                     | Eddie Guerrero derrotou Lord Steven Regal.                                                                                              | Singles match                                                  | 03:38 |
| 1                              | Rey Misterio, Jr. derrotou Psychosis.                                                                                                   | Singles match                                                  | 15:18 |
| 2                              | John Tenta derrotou Big Bubba (com Jimmy Hart).                                                                                         | Carson City Silver Dollar match                                | 09:00 |
| 3                              | Diamond Dallas Page derrotou Jim Duggan.                                                                                                | Taped Fist match                                               | 05:39 |
| 4                              | The Nasty Boys (Brian Knobbs e Jerry Sags) derrotaram The Public Enemy (Rocco Rock e Johnny Grunge). Sags pinou Rock.                   | Double Dog Collar match                                        | 11:25 |
| 5                              | Dean Malenko (c) derrotou Disco Inferno.                                                                                                | Singles match pelo WCW Cruiserweight Championship.             | 12:04 |
| 6                              | Steve McMichael derrotou Joe Gomez. | Singles match                                                  | 06:44 |
| 7                              | Ric Flair (com Miss Elizabeth e Woman) derrotou Konnan (c).                                                                             | Singles match pelo WCW United States Heavyweight Championship. | 15:39 |
| 8                              | The Giant e The Taskmaster derrotaram Arn Anderson e Chris Benoit. Giant pinou Anderson.                                                | Tag team match                                                 | 07:59 |
| 9                              | The Outsiders (Kevin Nash e Scott Hall) e Hulk Hogan contra Randy Savage, Sting e Lex Luger acabou sem vencedor.                        | Six-Man tag team match                                         | 16:00 |
| (c) - Campeões antes das lutas | |                                                                |       |

## 1997
Bash at the Beach 1997 ocorreu em 13 de julho de 1997 no Ocean Center em Daytona Beach.
| #                              | Resultados                                                                                                  | Estipulação                                                                               | Tempo |
| ------------------------------ | --- | ----------------------------------------------------------------------------------------- | ----- |
| 1                              | Mortis e Wrath (com James Vandenberg) derrotaram Glacier e Ernest Miller.                                   | Tag team match                                                                            | 09:47 |
| 2                              | Chris Jericho (c) derrotou Último Dragón.                                                                   | Singles match pelo WCW Cruiserweight Championship                                         | 12:55 |
| 3                              | The Steiner Brothers (Rick e Scott) derrotaram The Great Muta e Masa Chono.                                 | Tag team match para definir os desafiantes número um pelo WCW World Tag Team Championship | 10:37 |
| 4                              | Juventud Guerrera, Héctor Garza e Lizmark, Jr. derrotaram La Parka, Psicosis e Villano V.                   | Six-Man tag team match                                                                    | 10:08 |
| 5                              | Chris Benoit derrotou Kevin Sullivan (com Jacqueline).                                                      | Retirement match                                                                          | 13:10 |
| 6                              | Jeff Jarrett (c) derrotou Steve McMichael (com Debra McMichael).                                            | Singles match pelo WCW United States Heavyweight Championship                             | 06:56 |
| 7                              | Scott Hall e Randy Savage (com Miss Elizabeth) derrotaram Diamond Dallas Page e Curt Hennig (com Kimberly). | Tag team match                                                                            | 19:35 |
| 8                              | Roddy Piper derrotou Ric Flair.                                                                             | Singles match                                                                             | 13:26 |
| 9                              | Lex Luger e The Giant derrotaram Dennis Rodman e Hollywood Hogan (com Randy Savage).                        | Tag team match                                                                            | 22:30 |
| (c) - Campeões antes das lutas | |                                                                                           |       |

## 1998
Bash at the Beach 1998 ocorreu em 12 de julho de 1998 no Cox Arena em San Diego, California.
| #                              | Resultados | Estipulação                                           | Tempo |
| ------------------------------ | --- | ----------------------------------------------------- | ----- |
| Dark                           | Villano IV e Villano V derrotaram Damien e Ciclope. | Tag team match                                        | 07:51 |
| 1                              | Raven (com Scotty Riggs e Lodi) derrotou Saturn. Raven venceu após um "Evenflow DDT".                                                                   | Raven's Rules match                                   | 10:40 |
| 2                              | Juventud Guerrera derrotou Kidman. Guerrera venceu após um 450° Splash.                                                                                 | Singles match                                         | 09:55 |
| 3                              | Stevie Ray derrotou Chavo Guerrero, Jr.. | Singles match                                         | 01:35 |
| 4                              | Eddie Guerrero derrotou Chavo Guerrero, Jr.. Eddie venceu com um "roll-up".                                                                             | Hair versus Hair match                                | 11:54 |
| 5                              | Konnan (com Lex Luger e Kevin Nash) derrotou Disco Inferno (com Alex Wright). Konnan fez o pin em Disco após uma "Jack Knife Power Bomb" de Nash.       | Singles match                                         | 02:16 |
| 6                              | The Giant derrotou Kevin Greene. Giant venceu após um chokeslam.                                                                                        | Singles match                                         | 06:58 |
| 7                              | Rey Misterio, Jr. derrotou Chris Jericho (c). | Singles match pelo WCW Cruiserweight Championship     | 06:00 |
| 8                              | Booker T (c) derrotou Bret Hart por desqualificação. | Singles match pelo WCW World Television Championship  | 08:28 |
| 9                              | Goldberg (c) derrotou Curt Hennig. | Singles match pelo WCW World Heavyweight Championship | 03:50 |
| 10                             | Hollywood Hogan e Dennis Rodman (com The Disciple) derrotaram Diamond Dallas Page e Karl Malone. Hogan pinou Page após um "Apocalypse" de The Disciple. | Tag team match                                        | 23:47 |
| (c) - Campeões antes das lutas | |                                                       |       |

## 1999
Bash at the Beach 1999 ocorreu em 11 de julho de 1999 no National Car Rental Center em Sunrise (Flórida).
| #                              | Resultados | Estipulação                                                   | Tempo |
| ------------------------------ | --- | ------------------------------------------------------------- | ----- |
| Dark                           | CJ Afi e Jeremy Lopez derrotaram Jamie Howard e Jet Jaguar | Tag team match                                                | N/A   |
| 1                              | Ernest Miller (com Sonny Onoo) derrotou Disco Inferno. Miller fez o pin após um "Kick" na cabeça de Disco. | Singles match                                                 | 08:07 |
| 2                              | Rick Steiner (c) derrotou Van Hammer. | Singles match pelo WCW World Television Championship          | 04:51 |
| 3                              | David Flair (c) (com Ric Flair, Samantha, Asya e Arn Anderson) derrotou Dean Malenko. | Singles match pelo WCW United States Heavyweight Championship | 03:05 |
| 4                              | The No Limit Soldiers (Konnan, Rey Misterio, Jr., Swoll e Brad Armstrong) derrotaram The West Texas Rednecks (Curt Hennig, Bobby Duncum, Jr., Barry Windham e Kendall Windham). - Swoll pinou Duncum (06:26) - Hennig pinou Armstrong com um Henning-Plex (09:07) - Konnan pinou Kendal após um "DDT" (10:52) - Barry e Konnan acabou em counted-out - Misterio pinou Hennig após um Swan Dive. (15:00) | Tag team Elimination match                                    | 15:00 |
| 5                              | Fit Finlay venceu uma luta ao subir uma escada e sair do ferro-velho.1 | Junkyard Invitational pelo WCW Hardcore Trophy                | 13:50 |
| 6                              | The Jersey Triad (Diamond Dallas Page, Chris Kanyon e Bam Bam Bigelow) (c) derrotaram Perry Saturn e Chris Benoit. | Tag team match pelo WCW World Tag Team Championship           | 23:17 |
| 7                              | Buff Bagwell (com Judy Bagwell) derrotou Roddy Piper (com Ric Flair) (com Mills Lane como árbitra especial). Bagwell venceu após um "Buff Blockbuster". | Boxing match (3º round)                                       | 00:36 |
| 8                              | Randy Savage e Sid Vicious (com Madusa e Miss Madness) derrotaram Kevin Nash (c) e Sting. Savage fez o pin em Nash, com o resultado Savage venceu o título. | Tag team match pelo WCW World Heavyweight Championship        | 13:21 |
| (c) - Campeões antes das lutas | |                                                               |       |

1Os outros participantes foram: Ciclope, Jerry Flynn, Johnny Grunge, Hardcore Hak, Horace Hogan, Brian Knobbs, Hugh Morrus, La Parka, Steven Regal, Rocco Rock, Silver King, Dave Taylor e Mikey Whipwreck

## 2000
Bash at the Beach 2000 ocorreu em 9 de julho de 2000 no Ocean Center em Daytona Beach.
| #                              | Resultados | Estipulação                                           | Tempo |
| ------------------------------ | --- | ----------------------------------------------------- | ----- |
| 1                              | Lt. Loco (c) derrotou Juventud Guerrera. | Singles match pelo WCW Cruiserweight Championship     | 12:09 |
| 2                              | Big Vito (c) derrotou Norman Smiley e Ralphus. Vito venceu após um body splash em Ralphus sobre uma mesa.                                                        | 2 on 1 Handicap match pelo WCW Hardcore Championship  | 05:55 |
| 3                              | Daffney (com Crowbar) derrotou Ms. Hancock (com David Flair). | Wedding Gown match                                    | 04:16 |
| 4                              | KroniK (Brian Adams e Bryan Clark) derrotaram The Perfect Event (Shawn Stasiak e Chuck Palumbo) (c).                                                             | Tag team match pelo WCW World Tag Team Championship   | 13:36 |
| 5                              | Kanyon derrotou Booker T. Booker foi derrotado após este ter sido acertado por Jeff Jarrett com uma guitarra permitindo que Kanyon aplicasse um "Kanyon Cutter". | Singles match                                         | 10:05 |
| 6                              | Mike Awesome derrotou Scott Steiner (c) por desqualificação. | Singles match pelo WCW United States Championship     | 09:11 |
| 7                              | Vampiro derrotou The KISS Demon. | Graveyard match                                       | 06:40 |
| 8                              | Shane Douglas derrotou Buff Bagwell. Douglas venceu após um "Franchiser".                                                                                        | Singles match                                         | 07:53 |
| 9                              | Hulk Hogan derrotou Jeff Jarrett (c). | Singles match pelo WCW World Heavyweight Championship | 01:19 |
| 10                             | Goldberg derrotou Kevin Nash. Goldberg venceu após um Jackhammer.                                                                                                | Singles match                                         | 04:21 |
| 11                             | Booker T derrotou Jeff Jarrett (c). | Singles match pelo WCW World Heavyweight Championship | 13:40 |
| (c) - Campeões antes das lutas | |                                                       |       |